# Horsenden
Koordinaten: 51° 43′ 10,2″ N, 0° 51′ 11,6″ W

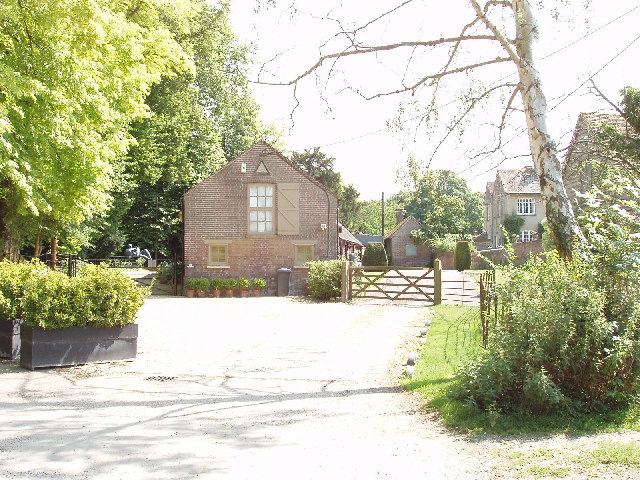
Horsenden village houses, 2005

Horsenden ist ein Dorf in Buckinghamshire, England. Es liegt im zentralen Teil der Grafschaft, in der Nähe der Grenze zu Oxfordshire. Der Icknield Way,  ein Fernwanderweg, dessen Ursprünge sich bis in vorrömische Zeit zurückverfolgen lassen, durchquert das Dorf in Ostwestrichtung. 
Das Dorf ist vermutlich nach Horsa benannt, einem der ersten Angelsachsen, der sich im fünften Jahrhundert in Kent niederließ. Es ist unwahrscheinlich, dass Horsa Land auf der Gemarkung Horsendens besaß, da die angelsächsische Eroberung dieses Teils Britanniens erst im sechsten Jahrhundert erfolgte. Jedoch ist es wahrscheinlich, dass der Ort zu Ehren Horsas Horsan-dun (Horsas Hügel) benannt wurde.
Im Jahre 1480 erwarb der walisische Edelmann und Diplomat Sir John Donne einen großen Landsitz in Horsenden.
Die Pfarrkirche Horsendens ist dem Heiligen Michael und allen Engeln geweiht.
Jay Kay, Sänger der Acid-Jazz-Band Jamiroquai wohnt in Horsenden Manor, wo er auch ein eigenes privates Tonstudio eingerichtet hat.